# Terceiro Período (marxismo)
Terceiro Período é um conceito ideológico adotado pela Internacional Comunista (Comintern), em seu 6 º Congresso Mundial , realizado em Moscou , no verão de 1928.

## Histórico
A teoria do Comintern foi baseada em sua análise econômica e política do capitalismo mundial, que postulava a divisão da história recente em três períodos. Estes incluíram um "Primeiro Período" que se seguiu a Primeira Guerra Mundial e viu o levante revolucionário e da derrota da classe trabalhadora, bem como um "Segundo Período" de consolidação capitalista durante a maior parte da década de 1920. De acordo com a análise do Comintern, a fase atual da economia mundial a partir de 1928 em diante, o chamado "Terceiro Período", era para ser um momento de colapso econômico generalizado e de radicalização das massas oprimidas. O Comintern acreditava que a decadência política e econômica traria de volta as condições objetivas para a revolução proletária se políticas adequadas fossem seguidas rigidamente pelo partido comunista de vanguarda.
A política imposta pelo Comintern durante o Terceiro Período foi marcada por extremo sectarismo ao reformismo e suas organizações políticas, defendendo que seriam um impedimento para os objetivos revolucionários do movimento. No campo da Profintern, a mudança feita durante este período foi o estabelecimento de sindicatos vermelhos sob controle comunista em duplicidade aos sindicatos amarelos da social democracia, em vez de continuação da política anterior de tentar radicalizar os sindicatos existentes.
A ascensão de Adolf Hitler ao poder na Alemanha , em 1933, e a aniquilação do movimento comunista organizado chocou o Comintern que passou a reavaliar as táticas do terceiro período. A partir de 1934, novas alianças começaram a ser formadas sob a égide da chamada "Frente Popular". A política da Frente Popular foi formalizada como política oficial do movimento comunista mundial pelo 7 º Congresso Mundial da Internacional Comunista em 1935.

## Desenvolvimento e causas do Terceiro Período
Em dezembro de 1927, foi realizado o  XV Congresso do Partido Comunista da União Soviética. Antes desse Congresso, a facção do Partido liderado por Stalin tinha apoiado a continuação da Nova Política Econômica (NEP). No entanto, nas cidades, as indústrias tornaram-se descapitalizadas, e os preços estavam subindo. No campo, além disso, a NEP resultou no enriquecimento de determinados setores privilegiados do campesinato russo e ucraniano (os Kulaks) devido a desregulamentação dos preços dos grãos. Uma nova burguesia embrionária foi crescendo em função das relações de mercados instituídas pela NEP que foi ganhando cada vez mais influência dentro do Partido e no aparelho de Estado.
Estes eventos foram levando à crescente instabilidade econômica e política. As cidades estavam sendo ameaçadas pelo "perigo crônico da fome" em 1928-1929.  A Oposição de Esquerda se opôs a mercantilização contínua da agricultura através da política de NEP, e, desde 1924, reivindicara várias vezes a investir na indústria, em alguma coletivização na agricultura e na democratização do partido. Ameaçada pela crescente revolta do campo liderada pelo kulaks e no fortalecimento da burguesia, o XV Congresso aprovou resoluções que apoiavam para algumas das reivindicações da plataforma da Oposição, e no papel, o Congresso aparecia politicamente muito à esquerda. No entanto, neste mesmo Congresso a Oposição de Esquerda foi expulsa.
As novas políticas de industrialização e coletivização agora adotadas receberam o nome de " acumulação socialista ". O Partido Comunista tinha proposto publicamente que a coletivização seria voluntária, no entanto, os funcionários de nível mais baixo ocasionalmente desconsideravam a política oficial, motivando os camponeses a se juntarem nas comunas com o uso de ameaças e falsas promessas. O que Issac Deutscher chama de "a grande mudança", as novas políticas de industrialização e coletivização agora adotadas foram realizadas de uma forma cruel e brutal, através do uso das forças de segurança e militares, sem o envolvimento direto da classe operária nem do próprio campesinato e sem aparentemente se levar em conta as consequências sociais. De acordo com os números fornecidos pelo Deutscher, os camponeses se opuseram a coletivização forçada através do abate de 18 milhões de cavalos, 30 milhões de bovinos, cerca de 45 por cento do total, e 100 milhões de ovinos e caprinos, cerca de dois terços do total.  Os Kulaks que se envolveram nesta [[desobediência civil] foram tratados com dureza; em dezembro de 1929, Stalin lançou um apelo para "liquidar os kulaks enquanto classe". Isso incluía  a deportação para terras remotas da Sibéria e ou campos de trabalho correcionais . Há um debate entre os historiadores sobre se as ações dos kulaks e os seus apoiadores ajudou a aumentar à fome, ou se a política de coletivização por si mesma foi a responsável. (Veja Coletivização forçada na União Soviética , Holodomor .)
No Ocidente, a crise do capitalismo estava vindo à tona com o início da Grande Depressão , em 1929, e no Sexto Congresso da Internacional Comunista o capitalismo era visto como entrando em sua agonia final, seu "terceiro período de existência", onde o Primeiro tinha sido o capitalismo durante sua ascensão antes da Primeira Guerra Mundial, e o Segundo o curto período de tempo após o esmagamento das revoluções pós-primeira guerra quando o capitalismo parecia novamente ter estabilizado.
A instituição formal do Terceiro Período ocorreu no 9 º Plenário do Comitê Executivo da Internacional Comunista (CEIC), em fevereiro de 1928. Isso ajudou na compatibilização entre a "esquerdização" do Partido Comunista com a da própria Comintern.
Para o Comintern, uma decisiva e última reviravolta revolucionária estava acontecendo e todas as suas seções tinham que se preparar para a chegada imediata da revolução mundial. Como parte dessa teoria, o Comintern sentia que as condições eram fortes o suficiente, para exigir que as suas posições políticas dentro do movimento operário fossem consolidadas e que todos os "elementos reacionários" , ou seja os que não concordassem com suas posições, fossem expulsos. Assim, ataques e expulsões foram lançados contra os social-democratas e os socialistas moderados dentro dos sindicatos, onde o PC local tinha apoio da maioria, o mesmo aconteceu como os trotskistas e os proponentes da frente única. O Partido Comunista da União Soviética também incentivou a rebelião armada na China , Alemanha, e em outros lugares.
Apesar das deficiências e vacilações ideológicas, o tom do "Terceiro Período" ressoou fortemente com o estado de espírito de muitos militantes da época, especialmente após a Bater Stock Market de 1929 e as crises que se seguiram de 1930. Em muitos países, incluindo nos Estados Unidos, a filiação dos partidos comunistas locais e sua influência cresceu, como resultado das políticas de "terceiro período".

## Fascismo social
Um desenvolvimento notável neste período foi que os comunistas organizaram os desempregados em uma força política, apesar de sua distância dos meios de produção. Outro diferencial desta política foi que os comunistas lutaram contra seus rivais de esquerda com tanta veemência quanto de seus oponentes à direita, com uma crueldade especial dirigida aos seguidores reais ou imaginários de Leon Trotsky. Os sociais-democratas foram alvo de polêmicas comunistas, em que foram apelidado de "fascistas sociais".
Os trotskistas culparam a linha de Stalin de auxiliar a ascensão do nazismo , porque impediu a unidade entre os comunistas e os social-democratas alemães. A ascensão de Hitler, também foi uma razão para o abandono desta política a favor da estratégia da Frente Popular, isto porque a Alemanha nazista se tornou a maior ameaça de segurança para a União Soviética. Por outro lado, a caça implacável dos social-democratas por Hitler foi apontado pelos defensores das ações do Comintern em direção a Frente Popular. Da mesma forma, eles sentiram que as críticas de Trotsky poderiam influenciar a classe trabalhadora em uma época de crescente fascismo o que justificava amplamente a necessidade de sua difamação.
Os críticos argumentam que histórias para encobrir ou ignorar tanto os horrores do estalinismo e as consequências devastadoras do terceiro período facilitou a ascensão de Hitler e alienou a classe trabalhadora em larga escala a partir de seu esquerdismo, sectarismo e aventureirismo.